# Kalt

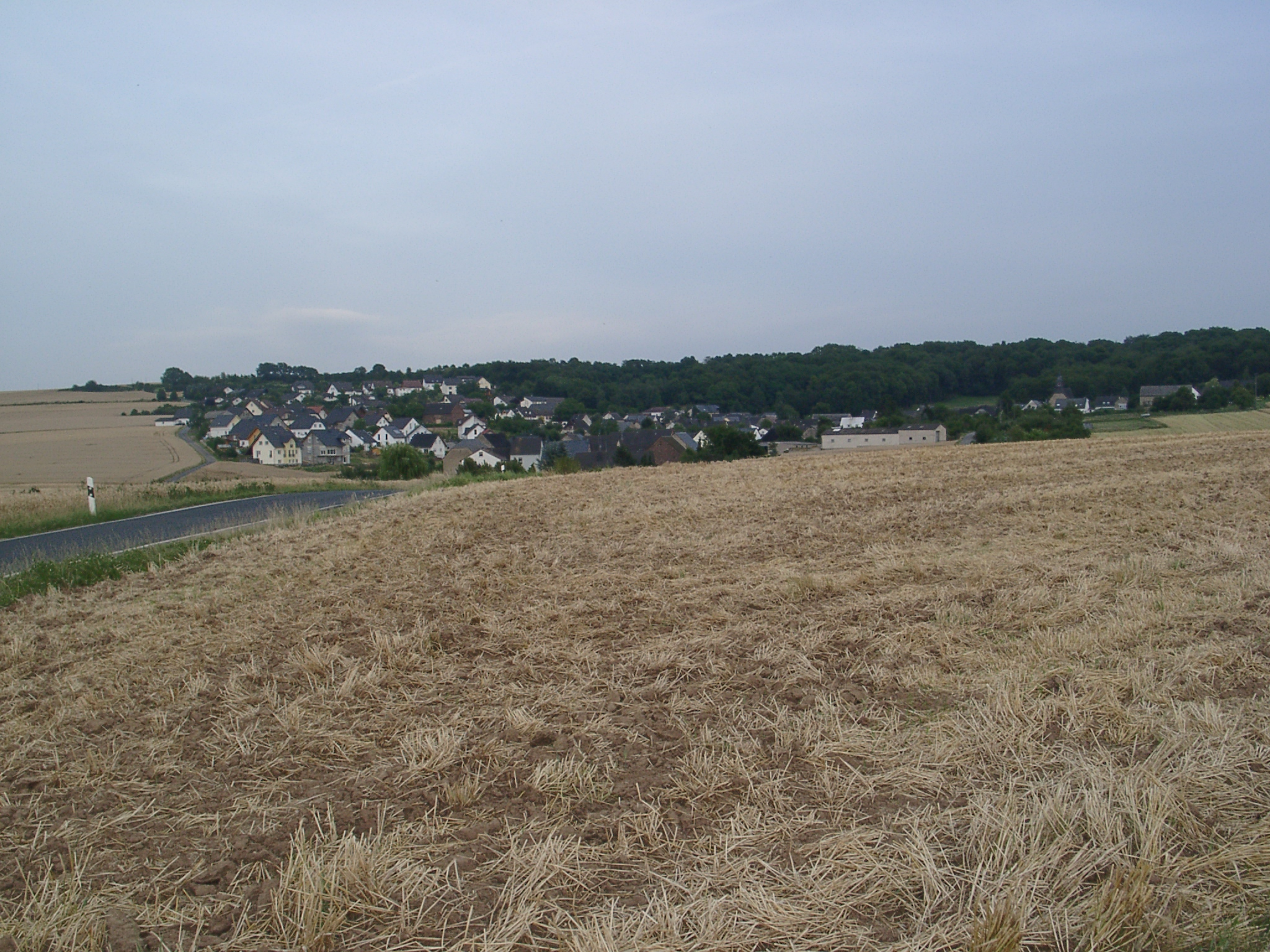
Ortsansicht
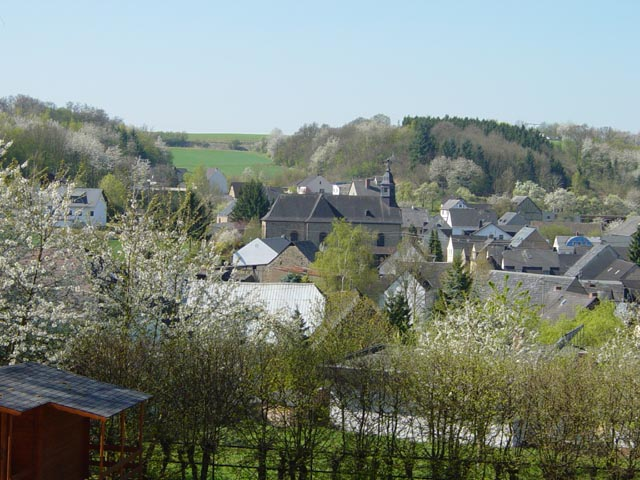
Kirche von Kalt

Kalt ist eine Ortsgemeinde im Landkreis Mayen-Koblenz in Rheinland-Pfalz. Sie gehört der Verbandsgemeinde Maifeld an, die ihren Verwaltungssitz in der Stadt Polch hat.

## Geographie
Die Ortsgemeinde Kalt liegt zwischen Münstermaifeld im Westen und der Mosel im Osten. Zu Kalt gehören die Wohnplätze Emmelshof, Heidgermühle und Windhäuserhof.

## Geschichte
Im Distrikt Sandwiese hat man bei Kalt mehrfach vor- und frühgeschichtliche Funde gemacht (ältere Eisenzeit und römische Baureste). Kalt wird zuerst im Urbar der Reichsabtei St. Maximin Trier (2. Hälfte 12. Jahrhundert) erwähnt. In Kalt waren im Mittelalter verschiedene weitere Klöster oder Stifte begütert:  Florinsstift, Koblenz; das Deutschherrenhaus, Kloster Laach und das Stift Münstermaifeld. Die heutige Markus-Kirche ist die Erweiterung (1923) einer auf alten Fundamenten errichteten Kapelle von 1772. Den Dreißigjährigen Krieg, so vermerkt die Ortschronik, überlebten von 103 Einwohnern nur sechs. Ein alter religiöser Brauch ist die Kalter Dutze-Bilchens-Prozession an Christi Himmelfahrt, die seit 1678 besteht. Wegen eines vergessenen Gelübdes sollen damals die Pocken ausgebrochen sein und besonders unter den Kindern des Dorfes gewütet haben.

## Politik

### Gemeinderat
Der Gemeinderat in Kalt besteht aus acht Ratsmitgliedern, die bei der Kommunalwahl am 9. Juni 2024 in einer Mehrheitswahl gewählt wurden, und dem ehrenamtlichen Ortsbürgermeister als Vorsitzendem. Bis zur Wahl 2019 wurde in einer personalisierten Verhältniswahl gewählt, da jeweils zwei Wählergruppen kandidierten.

### Bürgermeister
Michael Reuschler wurde am 27. November 2019 Ortsbürgermeister von Kalt. Der Gemeinderat wählte den bisherigen Ersten Beigeordneten mehrheitlich in dieses Amt. Reuschler ist Nachfolger von Martin Moser, der bei der Direktwahl am 26. Mai 2019 mit einem Stimmenanteil von 89,06 % gewählt und das Amt am 6. Juni 2019 von Willi Probstfeld übernommen hatte. Bei der Direktwahl am 9. Juni 2024 wurde Reuschler als einziger Bewerber mit 85,9 % für weitere fünf Jahre wiedergewählt.

### Wappen
| Wappen von Kalt | Blasonierung: „Unter silbernem Schildhaupt mit rotem Balkenkreuz ein schreitender, rotbewehrter und -gezungter goldener Löwe auf Grün.“ |
| Wappen von Kalt | Wappenbegründung: Kalt ist eines der sogenannten „sechs trierischen Dörfer“. Der Schutzpatron der Gemeinde Kalt ist der hl. Marcus, versinnbildlicht durch den Löwen. Das Grün deutet auf die Lage der Gemeinde in der grünen Flur. Das Wappen wurde 1963 eingeführt. |

## Kirche
In der katholischen Kirche St. Markus, einem Saalbau von 1722, befinden sich zwei angeblich aus Münstermaifeld stammende Altaraufsätze: Petrusaltar aus Tuffstein (erste Hälfte 17. Jahrhundert) und Marienaltar (1705). An den drei Ausfallstraßen bzw. am Ende der Hauptstraßen befindet sich je eine Kapelle. Diese wurden um 1850 bzw. im 19. Jahrhundert und 1937 von der Familie Esch auf deren Grundbesitz errichtet. Die Familie war Pächter des Deutschherrenhofs gewesen und hatte diesen nach der Säkularisation erwerben können.